# Aralius oliveri
Aralius oliveri is een keversoort uit de familie Oxycorynidae. De wetenschappelijke naam van de soort is voor het eerst geldig gepubliceerd in 1861 door Montrouzier.